# Peter Stephan Zurbriggen
Peter Stephan Zurbriggen (27 août 1943 - 28 août 2022) est un archevêque suisse de l'Église catholique, qui travaille au service diplomatique du Saint-Siège de 1993 jusqu'à sa retraite en 2018. Il est nonce apostolique en Autriche (en) de 2009 à 2018.

## Biographie
Il est né et décédé à Brigue, en Suisse. Ordonné prêtre le 10 octobre 1969, il entre à l'Académie pontificale ecclésiastique en 1970.
Le 13 novembre 1993, il est nommé délégué apostolique au Mozambique (en) et devient nonce apostolique dans ce pays le 22 février 1996.
Il est élevé à l'épiscopat le 6 janvier 1994, devenant archevêque titulaire de Glastonia (de)
Le 13 juin 1998, le pape Jean-Paul II le nomme nonce apostolique en Géorgie (en), en Arménie (en) et en Azerbaïdjan (en). À partir du 25 octobre 2001, il est nonce apostolique en Lituanie (en), en Lettonie (en) et en Estonie (en). Le 15 novembre 2001, le pape Jean-Paul II le nomme administrateur apostolique de l'Estonie. Le pape Benoît XVI le nomme nonce apostolique en Autriche (en) le 14 janvier 2009

## Succession apostolique
Peter Stephan Zurbriggen a ordonné les évêques suivants :
- Évêque Philippe Jean-Charles Jourdan (2005)
- Évêque Werner Freistetter (de) (2015)